# CIS ウルティマックス100軽機関銃

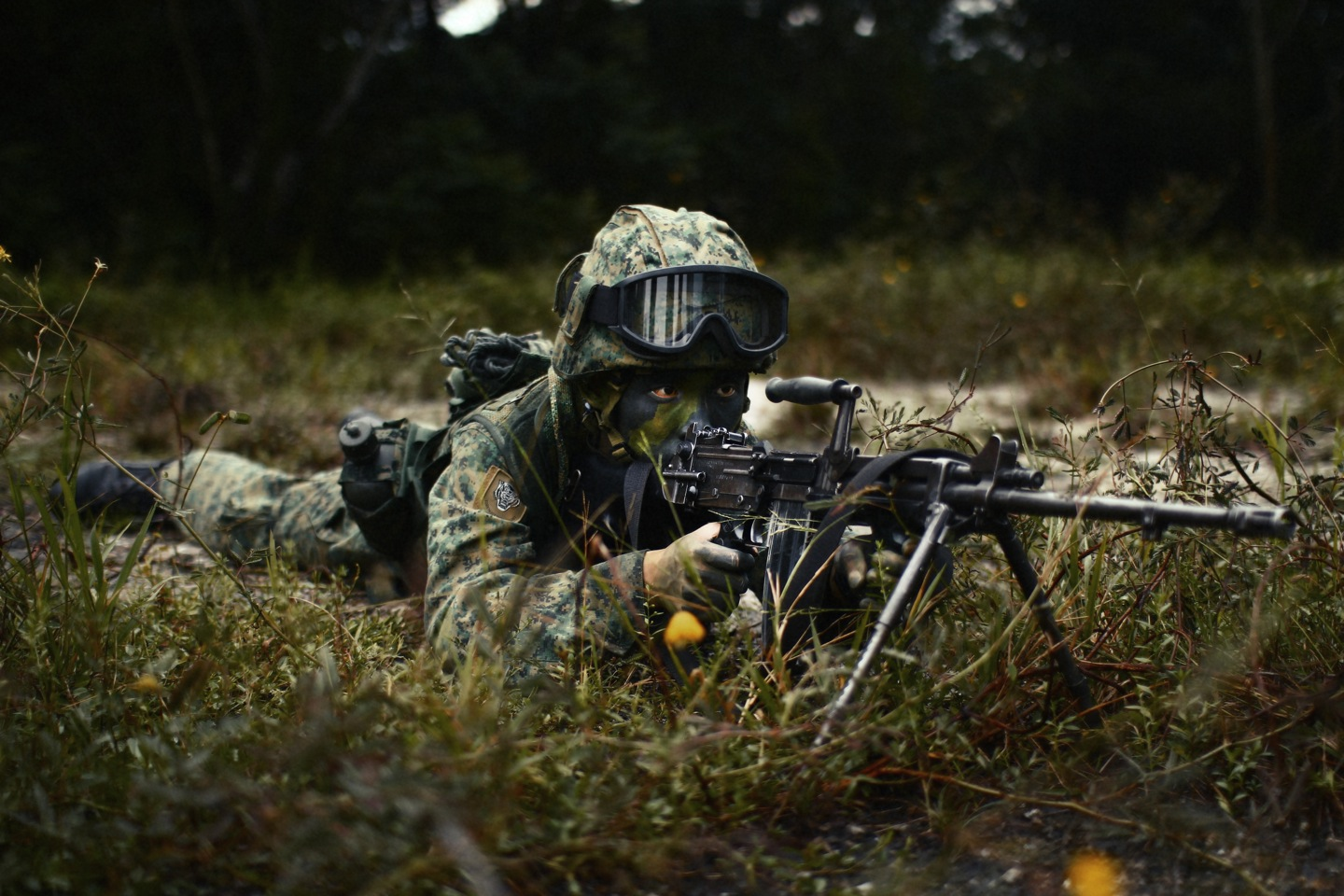
ウルティマックス100を手にしたシンガポール軍兵士

CIS ウルティマックス100軽機関銃（CIS ウルティマックス100けいきかんじゅう、英: Ultimax 100、アルティマックス100）は、シンガポールのチャータード・インダストリーズ・オブ・シンガポール社（略称CIS。現在のSTキネティクス社）が開発・製造する5.56ミリ口径の軽機関銃である。アメリカでAR-15やAR-18自動小銃、ストーナー63軽機関銃の設計に関わったジェームズ・サリバンの指導の下、CIS社がシンガポール軍向けに開発した。現在までにMk.1-Mk.3までのバージョンが作られ、改良型のMk.4、および折り畳み銃床装備のMk.5がテスト中である。

## 概要
シンガポールはコルト社と契約し、輸出を視野に同社のM16自動小銃の製造施設を国内に建造したが、アメリカ国務省から技術漏洩を懸念して輸出を禁じられてしまった。そこで、この製造施設を流用して開発されたのがウルティマックス100軽機関銃である。開発に当たっては、アメリカから銃器設計者のジェームズ・サリバンを招聘して指導を仰いでおり、設計にはサリバンが関わったAR-18やストーナー63などの影響もみられるが、多くはM16の製造施設を流用したことによる設計とされる。いわゆる「分隊支援火器」として、当時の主力アサルトライフルだったSR-88と弾薬を互換できる軽機関銃として開発された。
遊底が後退した位置から射撃を行うオープンボルト構造で、ボルト先端には閉鎖用の小突起（マイクロロッキングラグ）が7個設けられている。コッキングハンドルは銃の右側面に設けられ、射撃時には前後動せず、前進位置にとどまる。レシーバーは鋼板プレス加工で、作動方式はガス圧利用式、射撃は量産モデルではフルオートのみとなっている。
特徴として、迅速に取り外し可能なストック、CQB対応の短銃身バリエーション、射撃時に後退した遊底がレシーバー等と衝突しない設計（サリバンが考案した「コンスタント・リコイル・アクション」機構）による低反動、そしてなによりマガジン無しで5キログラム未満という、軽機関銃としては異例の軽さ（ミニミ軽機関銃でさえ7キログラム近い）が挙げられる（設計思考はRPK系に似ている）。こうした特性によって取り扱いが容易であり、銃床を取り外し、短銃身を装備した「突撃形態」でも安定した射撃が可能となっている。スタンダードな長銃身には、M16用銃剣を装着できるバヨネットラグが設けられている。
製造時期によって5つのバリエーションが存在する（後述）。銃身は580ミリの通常型のほか、457ミリ、308ミリ、267ミリのバリエーションがあり、5.56ミリ弾も旧式のM193と新型のSS109それぞれに対応したライフリングの銃身が準備されている。Mk.2型までは本銃専用の樹脂製ドラムマガジンのみから給弾する形式だったが、Mk.3型では状況に応じて小銃用の30発マガジンが利用可能となった（ベルトリンクは使用不可）。Mk.4ではM16系用のマガジンが使用可能である。
完成当時、西側諸国ではすでにFN社のMINIMI軽機関銃が広く採用されていたことから大規模な輸出には成功しなかったが、設計自体は一定の評価を得ている。

## バリエーション
Mk.1
生産前のテストモデルで、量産はなされなかった。銃身はワンタッチで交換可能。軽機関銃としては珍しく3点バースト機能を持つ。
Mk.2
量産初期型。銃身は固定式。
Mk.3
最も多く使用されているバージョンで、交換可能な銃身が復活している。
発射速度を3段階に調整可能。ピストルグリップのほかに、銃身前部に角度の付いたフォアグリップが付いている（反動が軽いため、銃床がなくてもフォアグリップを所持して連射できると言われている）。キャリングハンドルは脱着可能。バイポッドは工具無しで取り外しできる。照準器は100m刻みで1,200mまで調整できる。ピストルグリップ、フォアグリップ、銃床、ドラムマガジンはポリマー製で、軽量化に一役買っている。
なお、5.56mm弾は時期的にM193実包（初期型）とSS109実包（後期型）が存在するが、本銃はそのどちらにも対応可能（ただ、M193実包の場合、ライフリングの回転率が異なるため射程や命中精度が若干落ちる）。
Mk.4
アメリカ海兵隊の次期軽機関銃トライアルに参加した際のバリエーション。結局採用されなかったが、軽量低反動から、ミニミよりもこちらを推す意見もあった。ピカティニー・レール装備型。
Mk.5
Mk.4の発展型で、Mk.4を元に折りたたみ銃床、M16系統のSTANAG マガジンが装着可能なアダプターが追加装備された。

## 使用国
- ボスニア・ヘルツェゴビナ
- ブルネイ
- キプロス
- フィジー
- ホンジュラス
- インドネシア
- モロッコ
- パプアニューギニア
- ペルー
- フィリピン
- シンガポール
1982年から配備。2024年7月、本銃の後継としてコルト IAR6940が現役部隊に配備されたことが公表された。予備役部隊でも交換の計画はあるが、時期は未定[4]。

## 登場作品

### 映画
『オースティン・パワーズ　ゴールドメンバー』
冒頭の劇中劇「オースティン・プッシー」の撮影現場で、ミニー・ミーを演じるダニー・デヴィートがパラトルーパーモデルを所持。カスタムハンドガードとドラムマガジンを装着。Dr.イーブルを演じるケヴィン・スペイシーと一緒にオースティン・パワーズを演じるトム・クルーズを挑発する中で空に向けて発砲する。
『サラマンダー』
世界を荒廃させた竜「サラマンダー」を倒すべくアメリカからイギリスへとやって来た、デントン・ヴァン・ザン率いるアメリカ義勇軍の装備品。ヴァン・ザンと彼の腹心であるアレックス・ジェンセン、そして、義勇軍の兵士達が使用。

### 小説
『無法地帯』『密猟地帯』
主人公たちが使用。兵力の少なさを火力でカバーする。

### ゲーム
『Far Cry 3』
「U100」という名称でMk.3が登場。サイトや銃器の色などをカスタマイズできる。
『バトルフィールド4』
援護兵の初期解放武器としてMk.5が登場。
『ウォッチドッグス』
「U100」として登場。敵装甲兵が装備しているほか、プレイヤーも装備可能。
『コール オブ デューティ ブラックオプス6』
「Feng 82」として登場。